# Eilert Falch-Lund
Eilert Dietrichson Falch-Lund (Oslo, 27 de gener de 1875 - Oslo, 2 de febrer de 1960) va ser un regatista noruec que va competir a començaments del segle xx.
El 1908 va prendre part en els Jocs Olímpics de Londres, on fou quart en la prova dels 8 metres a bord del Fram. Quatre anys més tard, a Estocolm, guanyà la medalla d'or en la dels 12 metres, a bord del Magda IX.